# Parastrangalis communis
Parastrangalis communis là một loài bọ cánh cứng trong họ Cerambycidae.